# Latabár Rezső
Latabár Rezső (Kolozsvár, 1888. július 26. – Munkács, 1943. január 30.) magyar színész. A Latabár-színészdinasztia tagja, ifj. Latabár Endre fia.

## Pályája
1910-ben Makón kezdte színészi pályafutását, ezután a városligeti Műszínkörben és a Jókai Színkörben lépett fel. Később Kecskeméten, Kolozsvárott és Pécsett is játszott, 1919-ben a fővárosi Télikert Kabaréban, 1920-tól Győrben, Kecskeméten, Újpesten és az Óbudai Kisfaludy Színházban szerepelt.

## Szerepei
Elsősorban tánctehetségét kamatoztatta, táncoskomikusi szerepei voltak, kabaréesteken is inkább táncegyvelegeket mutatott be. Saját táncos szerepeinek koreográfiáját is maga készítette.
Később átmenetileg felhagyott a színészkedéssel, egy éjszakai mulatót üzemeltetett. Az üzleti életben tett kitérője után még egy kísérletet tett a munkácsi társulatnál, de itt már nem lépett színpadra.

## Főbb szerepei
- Főudvarmester (Albini: Trenk báró)
- Johann szolga (Lengyel M.: Tájfun)
- Freddy (Lehár Ferenc: Éva)
- Zsézsé báró (Huszka Jenő: Nemtudomka)
- Boldizsár (Shakespeare: Rómeó és Júlia)
- Jóska béres (Tóth E.: A falu rossza)
- Bóni (Kálmán Imre: Csárdáskirálynő)
- Montfleury (Rostand: Cyrano de Bergerac)
- Miska (Szirmai A.: Mágnás Miska)